# Nissan Pick-up
Der Nissan Pick-up ist ein Pick-up des japanischen Automobilherstellers Nissan und wird seit 1988 im Iran und seit 1992 in Europa als Schwestermodell zum mittlerweile bereits eingestellten Datsun Pick-up hergestellt. Offizielle Ableger des Pick-ups sind der Großraum-SUV Armada sowie der Pick-up Titan, welche bislang hauptsächlich nur in Nordamerika vertrieben werden.

## Erste Generation
Der Nissan Pick-up wurde 1992 von Nissan in der Türkei und in Spanien in der damals aktuellen D/W21-Generation aufgelegt und ist technisch nahezu mit seinen Schwestermodellen identisch. Das Modell selbst war 1988 von Pars Khodro als Schwestermodell des amerikanischen Nissan Frontier, des spanischen Nissan Navara und des japanischen Nissan Terrano eingeführt worden. Ausstattungsvarianten sowie die zur Verfügung stehende Modellpalette war dieselbe: Diesel- und Ottomotoren mit Leistungen von 54 bis 137 PS. In Südamerika wird der Pick-up seit 1995 in der TD21-Generation hergestellt, ist jedoch nur auf wenigen dieser Märkte erfolgreich.

## Zweite Generation

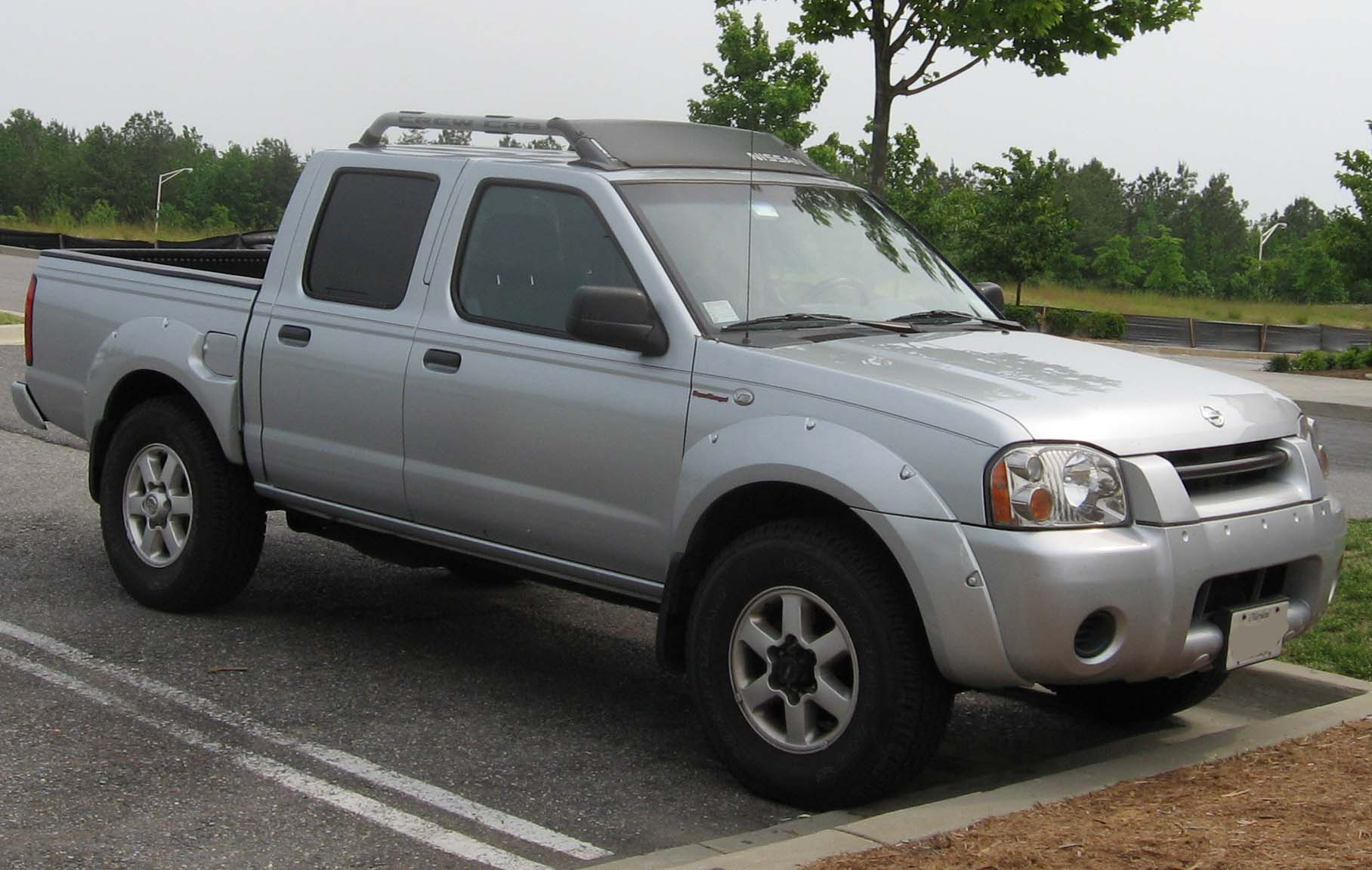
Nissan Terrano Pick-up Facelift 2006 bis 2007

Nach schleppendem Absatz erneuerte Nissan im Jahre 1996 den Nissan Terrano und führte im türkischen Produktionswerk die D22-Generation ein, welche 1999 dann schließlich auch die noch in Spanien produzierte D/W21-Generation ersetzte. Anders als der Vorgänger wurde der D22 in drei Karosserieformen angeboten. Zur Auswahl stand das Modell als Zweisitzer mit Einzelkabine, als 2+2-Sitzer, mit zwei längs zur Fahrtrichtung angeordneten Sitzplätzen in Fond, unter dem Namen King Cab, sowie als Fünfsitzer mit Doppelkabine. Die Motorenauswahl für die D22-Generation wurde von Nissan allerdings auf Grund des Misserfolges der Vorgängergeneration auf zwei Typen reduziert.

### Motoren
Die Standard-Motorisierung stellten nun Ottomotoren mit einem Hubraum von 2389 cm³ und einer Leistung von 83 PS dar. Alternativ gab es auch stärkere Dieselvarianten mit einem Hubraum von 2494 cm³ und Leistungen von 104 und 120 PS. Mit der Beendigung der Produktion des Chile Terrano Pick-up im Jahre 1998 legte Nissan den Pick-up D22 auch in Großbritannien auf. Dieser war hauptsächlich für den Export nach Asien, in den Nahen Osten und im Teilbauverfahren auch nach Spanien vorgesehen. In Europa wurde das Modell allerdings als Lückenfüller auf dem deutschen, österreichischen und dem ungarischen Markt verwendet, wo der Pick-up bis dato noch nicht in der Produktpalette zu finden war. Besonderheit der englischen Version ist der Wählhebel mit dem sich Vorderradantrieb und Geländeunterstützung zuschalten lassen. Das zulässige Gesamtgewicht der Fahrzeuge lag bei 2570 bis 2740 kg beim 2.5 TDI KingCab 4×4. Die spanische Version hingegen wurde zum größten Teil auf die nord- und westafrikanischen Märkte verlegt. Als CKD-Bausatz wurde der Pick-up der spanischen Version von 1999 bis 2003 auch in Russland unter dem neuen Namen Alexander Upper von der ehemaligen Pkw-Herstellervereinigung United Study Firms zusammengebaut. Die Innenausstattung für dessen stellte die USF allerdings selber her. Die Motoren des Upper stammten aus dem Hause der Mitsubishi Motors und boten Leistungen von 64, 139 und 177 PS. Zur selben Zeit wurde der Pick-up technisch überarbeitet. Ebenfalls wurde ein Dieselmotor mit einem Hubraum von 2389 cm³ und Leistungen von 104 und 245 PS ins Programm aufgenommen. Die spanische Version erhielt zudem mit dem Generationswechsel ein facegeliftetes Modell, welches in geringer Stückzahl auch nach Deutschland exportiert wurde. Das Facelift wurde im darauffolgenden Juli auch in der Türkei übernommen, wo das Modell nun mehr als Freizeitmodell vermarktet wurde. In Großbritannien wurde der Pick-up dagegen aus der Produktion gestrichen. Dafür übernahm das britische Werk die Motorenherstellung des neuen 133 PS starken Dieselmotors mit einem Hubraum von 2488 cm³, welcher beim Pick-up nun standardmäßig zum Einsatz kam. Zum Ausgleich der durch Einstellung des UK-Modells gesunkenen Verkaufszahlen importiert Nissan seither auch die amerikanischen Modelle Navara und Pathfinder.

## Dritte Generation
Die dritte Generation wurde im Frühjahr 2007 unter dem vollständigen Namen Nissan NP 300 Pick-up in der Türkei aufgelegt und ist lediglich eine technisch weiterentwickelte Version des facegelifteten D22-Vorgängers. Auch der 98 kW (133 PS) starke Motor stammt noch vom Vorgänger. Anfangs war der NP 300 nur im türkischen und dem britischen Markt vertreten. Nachdem die Produktion der neuen Generation im Sommer 2008 auch in Spanien und erstmals auch Südafrika (als Nissan NP300 Hardbody/Nissan Pick-up Hardbody) aufgelegt wurde, erfährt der Pick-up seine bislang größte Verbreitung. Neu bei der NP-300-Generation ist das Hinterachs-Sperrdifferenzial. Das zulässige Gesamtgewicht wurde bei der derzeitigen Modellgeneration auf 2860 kg erhöht. Im Sommer 2009 wurde der Pick-up ohne Nachfolger aus dem britischen Modellprogramm gestrichen. In einigen Ländern des Nahen Ostens wird der aktuelle Pick-up zwar in der aktuellen Version angeboten, basiert aber technisch noch auf dem D22-Vorgänger und wird deswegen auch als Pick-up D22 vertrieben.
Bei diesen Modellversionen stehen drei Motorisierungen zur Wahl. Die Einsteigerversion stellt hier ein Dieselmotor mit einem Hubraum von 2664 cm³ und einer Leistung von 85 PS. Eine weitere Dieselvariante wird mit einem Hubraum von 3153 cm³ angeboten und hat eine Leistung von 103 PS. Die Topversion hier stellt allerdings ein Ottomotor mit einer Leistung von 150 PS bei einem Hubraum von 2389 cm³. Auf einigen Ländern bietet dieser auch eine erhöhte Leistung von 160 PS. In Kenia wird der NP 300 seit September 2009 auch als CKD zusammengebaut und ist dort als Nissan One Ton Pick-up und als Nissan Atoti bekannt. Beide werden lediglich mit einem 148 PS starken Dieselmotor gefertigt. In der Volksrepublik China wird der D22 zudem in der Sonderversion ZN6493 hergestellt und hat einen abnehmbaren Ladeflächeaufbau. Um den Pick-up auch in Amerika beliebt zu machen, wird der aktuelle NP 300 nun auch in Mexiko produziert, wo er in verschiedenen Karosserieversionen angeboten wird.